# Eugène Ritzenthaler
Eugène Ritzenthaler, né le 10 mars 1906 à Holtzwihr (Haut-Rhin) où il est mort le 16 mars 1986, est un homme politique français.

## Détail des fonctions et des mandats
Mandat parlementaire
- 1951-1956 : Député du Haut-Rhin
- 26 avril 1959 - 1er octobre 1968 : Sénateur du Haut-Rhin